# 归流河镇
归流河镇，是中华人民共和国内蒙古自治区兴安盟科尔沁右翼前旗下辖的一个镇。

## 行政区划
归流河镇下辖以下地区：
归流河社区、归流河村、查干础鲁嘎查、乌兰尔格嘎查、白音居力合嘎查、新建嘎查、巨合嘎查、巴汗浩特嘎查、光荣嘎查一、北民合嘎查、居力特嘎查、协林扎拉嘎嘎查、永安嘎查、金水泉嘎查、茂林扎拉嘎嘎查、巴达仍贵嘎查、光荣嘎查二、居力合嘎查、胡格吉勒嘎查、齐心嘎查、满达胡嘎查、宝华吐嘎查、乌兰嘎查和乌兰大坝林场生活区。

## 特产
- 归流河酒：中国地理标志产品。
- 巴达仍贵大米：中国地理标志产品。巴达仍贵苏木因撤乡并镇而并入归流河镇。